# Мръсни танци (саундтрак)
Мръсни танци: Оригинален саундтрак от филма на „Вестрон“(на английски: Dirty Dancing: Original Soundtrack From The Vestron Motion Picture) е оригиналният албум с филмова музика към продукцията на Вестрон Пикчърс от 1987 г., наречена Мръсни танци. Компилацията е издадена на 21 август, 1987 г. и съдържа 13 песни от различни изпълнители, сред които Ерик Кармен, Бил Медли, Дженифър Уорнс и изпълнителя на главната роля във филма Патрик Суейзи. Саундтракът се задържа на първото място на класацията Билборд 200 в продължение на 18 седмици, а общият брой на продажбите му достига 32 милиона копия.